# Cucullia generosa
Cucullia generosa är en fjärilsart som beskrevs av Otto Staudinger 1889. Cucullia generosa ingår i släktet Cucullia och familjen nattflyn. Inga underarter finns listade i Catalogue of Life.